# Markgräshoppor
Markgräshoppor (Acrididae) är en familj i insektsordningen hopprätvingar som tillhör underordningen gräshoppor. 
Det finns omkring 10 000 kända arter och familjen är därmed den största inom underordningen gräshoppor, som sammanlagt innehåller runt 11 000 kända arter. 
Markgräshoppor finns över hela världen, utom i de allra kallaste områdena och förekommer i många olika miljöer, från tropiska regnskogar till grässlätter, som savanner och stäpper, och torra halvöknar. Alla arter är växtätare.

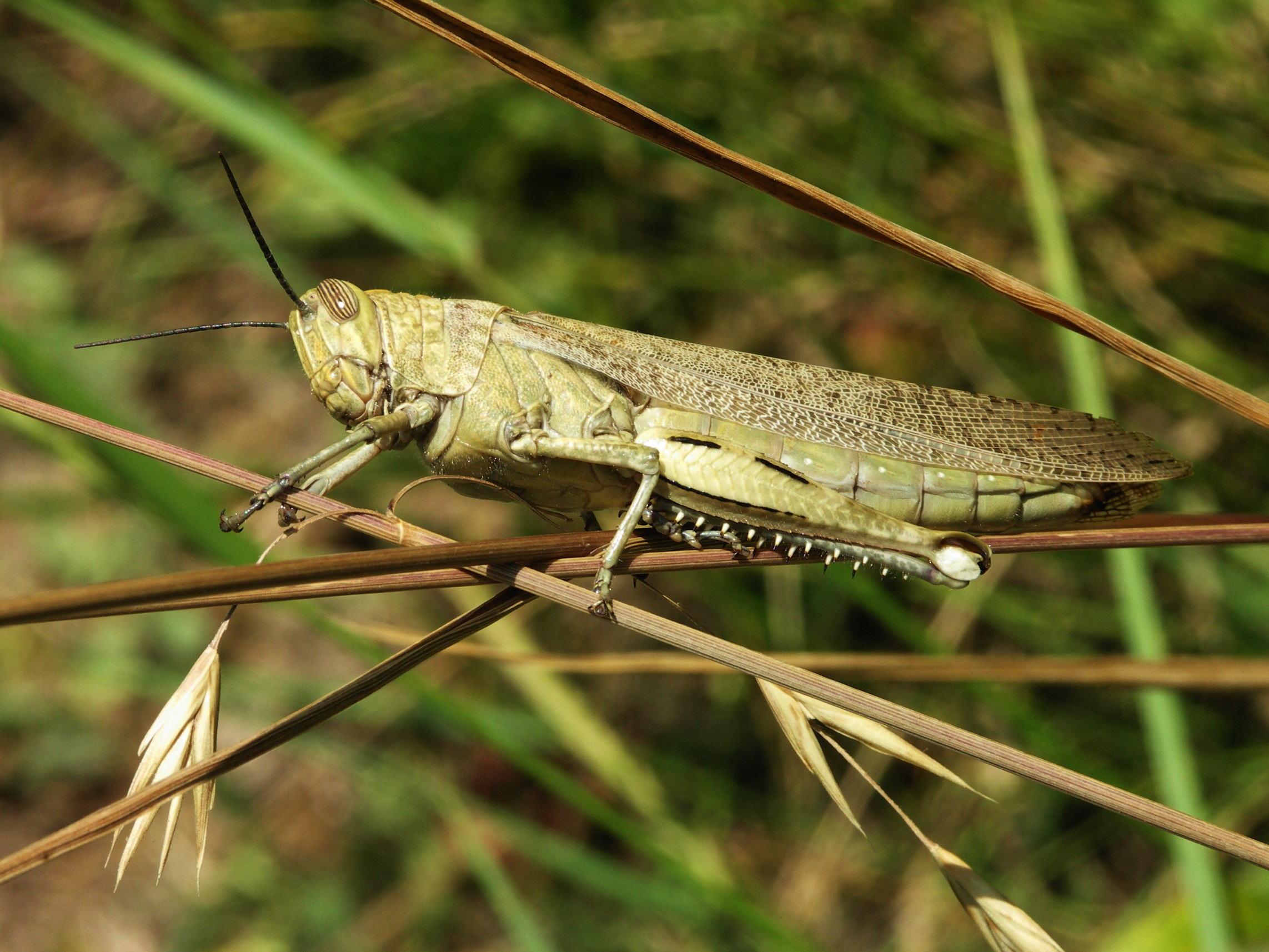
Anacridium aegyptum

Markgräshoppor har korta och kraftiga antenner. De flesta arter är färgade och mönstrade på ett sätt som smälter väl in i den omgivande växtligheten, ett kamouflage för att undgå predatorer. Men det finns också arter som har lysande och klara färger, särskilt i tropikerna. De skarpa färgerna är då oftast en varning till predatorer om att de inte är lämpliga att äta eller smakar illa. Honan är vanligen större än hanen. 
Fortplantningen sker i de tempererade delar av världen under den varmare delen av året. Arter i tropikerna kan fortplanta sig året runt. Vissa arter, särskilt i de varmare delarna av världen, kan periodvis massföröka sig och uppträda i stora svärmar. Många är ansedda som skadedjur i jordbruket på olika håll i världen, bland annat ökengräshoppa, som finns från Indien till Afrika. Denna art är den mest kända vandringsgräshoppan.

## Underfamiljer och några släkten
- Underfamilj Acridinae
- Underfamilj Calliptaminae
- Underfamilj Catantopinae
- Underfamilj Copiocerinae
  - Chlorohippus
  - Monachidium
- Underfamilj Coptacrinae
  - Epistaurus
  - Eucoptacra
- Underfamilj Cyrtacanthacridinae
  - Acanthacris
  - Austracris
  - Nomadacris
  - Schistocerca
  - Valanga
- Underfamilj Egnatiinae
  - Egnatius
  - Leptoscirtus
- Underfamilj Eremogryllinae
  - Eremogryllus
  - Notopleura
- Underfamilj Euryphyminae
  - Acrophymus
  - Phymeurus
- Underfamilj Eyprepocnemidinae
  - Eyprepocnemis
  - Heteracris
- Underfamilj Gomphocerinae

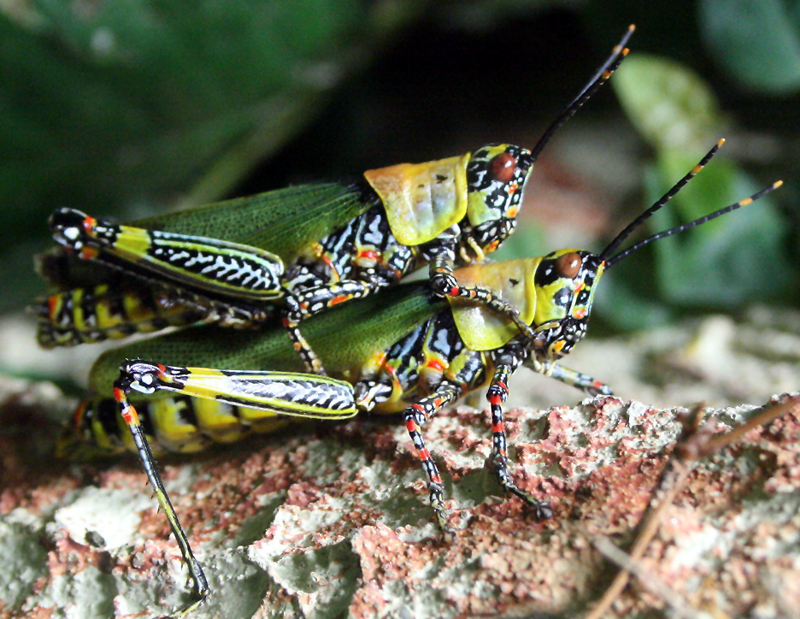
Okänd art, "harlekingräshoppa"

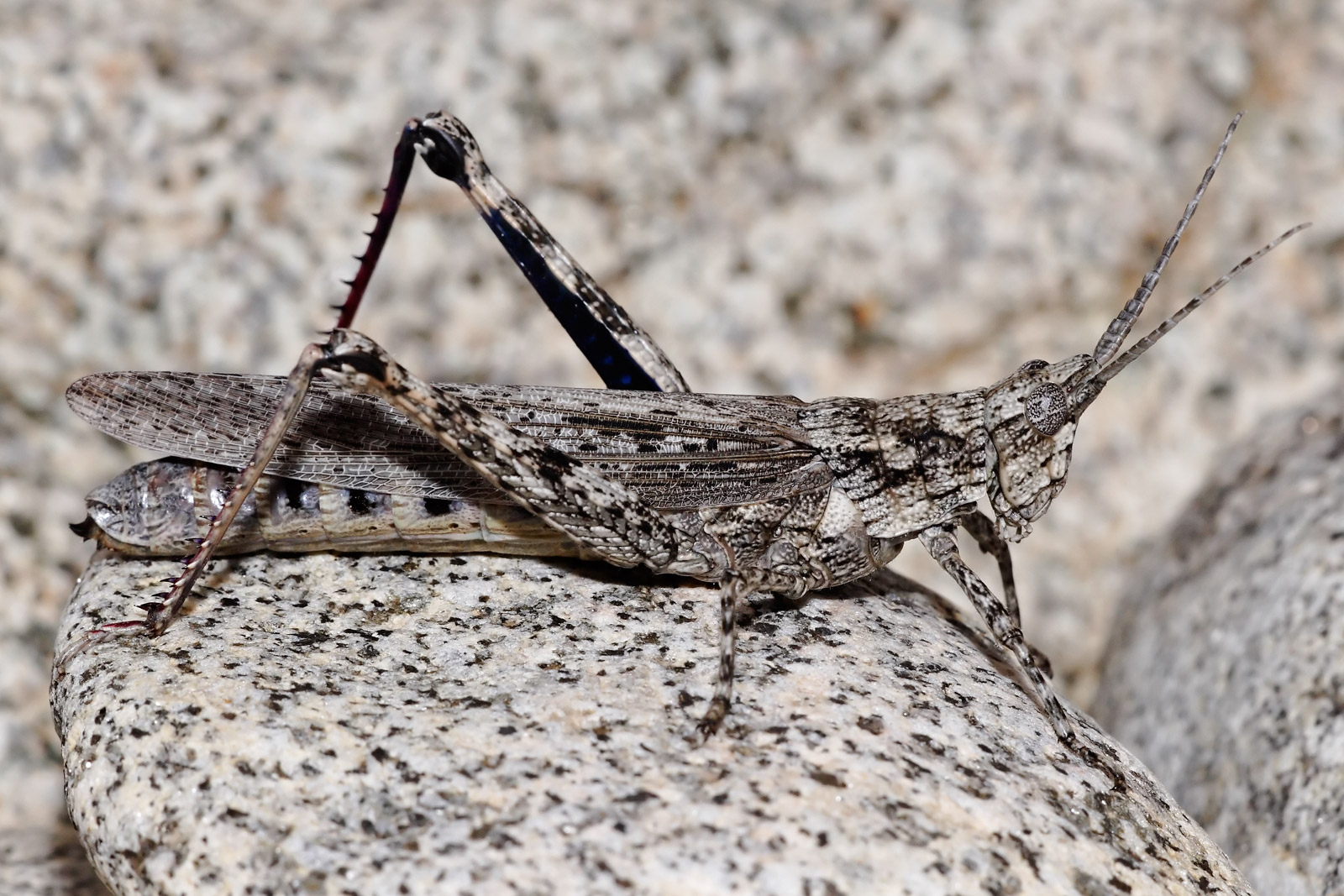
Coryphistes ruricola

  - Achurum (ibland placerad i Acridinae)
  - Chorthippus
  - Cibolacris (ibland placerad i Oedipodinae)
  - Dociostaurus
  - Mermiria (ibland placerad i Acridinae)
  - Omocestus
  - Paragonista
- Underfamilj Habrocneminae
  - Habrocnemis
- Underfamilj Hemiacridinae
  - Hemiacris
  - Hieroglyphodes
- Underfamilj Leptysminae
- Underfamilj Marelliinae
- Underfamilj Melanoplinae
- Underfamilj Oedipodinae
- Underfamilj Ommatolampinae
- Underfamilj Oxyinae
  - Oxya
  - Oxycrobylus
  - Praxibulus
- Underfamilj Pauliniinae
- Underfamilj Proctolabinae
- Underfamilj Rhytidochrotinae
- Underfamilj Spathosterninae
- Underfamilj Teratodinae
- Underfamilj Tropidopolinae
  - Afroxyrrhepes
  - Tristria